# Route nationale 7 (Bénin)
Pour les articles homonymes, voir Route nationale 7.
La route nationale 7 (RN 7) est une route béninoise allant de la RNIE 2, au sud de Bembéréké, à Korontière, en passant par Pehonko, Natitingou et Boukoumbé. Sa longueur est de 225 km.

## Tracé
- Département du Borgou
  - RNIE 2 (au sud de Bembéréké)
- Département de l'Atacora
  - Pehonko
  - Kouandé
  - Natitingou
  - Boukoumbé
  - Korontière